# Lasserrade
Lasserrade (bis Februar 2020 Lasserade geschrieben, gaskognisch: La Serrada) ist eine französische Gemeinde mit 180 Einwohnern (Stand 1. Januar 2022) im Département Gers in der Region Okzitanien; sie gehört zum Arrondissement Mirande und zum Gemeindeverband Bastides et Vallons du Gers.

## Geografie
Lasserrade liegt rund 42 Kilometer (Luftlinie) westlich der Stadt Auch und 44 Kilometer nördlich von Tarbes im Westen des Départements Gers. Der Ort gehört zum Weinbaugebiet Côtes de Saint-Mont und zum Weinbrandgebiet Armagnac. Zahlreiche Gewässer entspringen, liegen oder durchqueren das Gemeindegebiet. Am bedeutendsten sind die Flüsse Arros und Midou. Auf Gemeindegebiet liegen zudem mehrere kleine Staudämme. Die Gemeinde liegt in der Nähe der regionalen Verkehrsverbindungen D3/D946 und D935. Nächstgelegene Bushaltestelle ist Cahuzac-sur-Adour an der Linie 940 Tarbes – Mont-de-Marsan.
Umgeben wird Lasserrade von den Nachbargemeinden Pouydraguin im Norden. Loussous-Débat im Nordosten, Couloumé-Mondebat im Osten, Beaumarchés im Südosten und Süden, Plaisance im Südwesten und Westen sowie Tasque im Nordwesten.

## Geschichte
Die Gemeinde liegt historisch innerhalb der Gascogne und gehört dort zur Region Bas-Armagnac. Von 1793 bis 1801 gehörte Lasserade zum Distrikt Nogaro und von 1793 bis 2015 zum Wahlkreis (Kanton) Plaisance.
Per Februar 2020 wurde der Name der Gemeinde offiziell von Lasserade zu Lasserrade geändert.

## Bevölkerungsentwicklung
| Jahr                       | 1962 | 1968 | 1975 | 1982 | 1990 | 1999 | 2006 | 2012 | 2020 |
| Einwohner                  | 308  | 295  | 268  | 251  | 211  | 226  | 206  | 212  | 187  |
| Quellen: Cassini und INSEE |      |      |      |      |      |      |      |      |      |

## Sehenswürdigkeiten
- Kirche Sainte-Christine / Saint-Ausit, genannt Église de Croûte; teilweise aus dem 12. Jahrhundert
- Kirche aus dem Jahr 1872
- Château de Lasserade, Schloss aus dem 19. Jahrhundert (Privatbesitz)
- Château de Beauséjour, Schloss aus dem 19. Jahrhundert (Privatbesitz)
- mehrere Wegkreuze